# Havelockia nozawai
Havelockia nozawai is een zeekomkommer uit de familie Phyllophoridae.
De wetenschappelijke naam van de soort werd in 1912 gepubliceerd door K. Mitsukuri.